# Brewton, Alabama
Brewton är en stad (city) i Escambia County, i delstaten Alabama, USA. Enligt United States Census Bureau har staden en folkmängd på 5 376 invånare (2011) och en landarea på 29 km². Brewton är administrativ huvudort (county seat) i Escambia County.